# Ситлальтепетль (муниципалитет)
Ситлальтепетль (исп. Citlaltépetl) — муниципалитет в Мексике, штат Веракрус, расположен в регионе Нижняя Уастека. Административный центр — город Ситлальтепетль.

## История
12 июня 1872 года был образован муниципалитет Сан-Николас-Кситлатепек (San Nicolás Xitlatépec). В 1932 году он был переименован в Ситлальтепетль.

## Состав
В состав муниципалитета входит 31 населённый пункт.